# Cène d'Andrea del Castagno
Pour les articles homonymes, voir La Cène (homonymie).

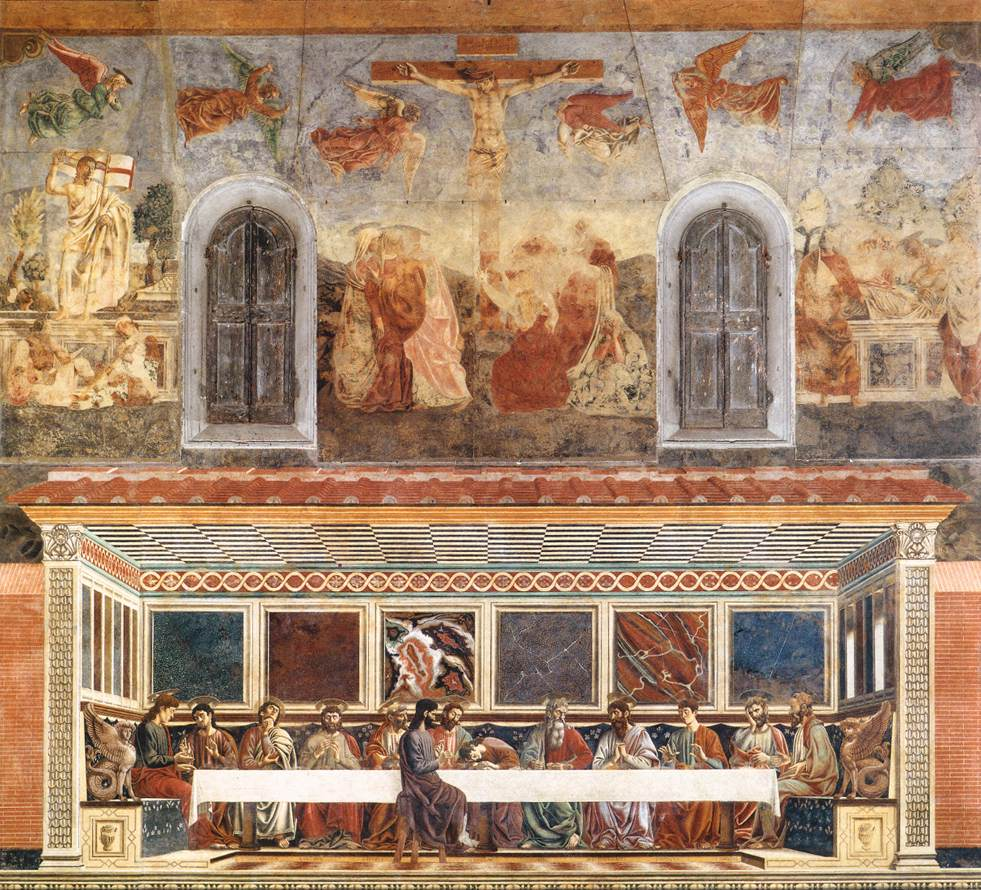
Le mur ouest dans son entier avec, au-dessus, Resurrezione, Crocefissione et Deposizione nel sepolcro.

La  Cène d'Andrea del Castagno à Sant'Apollonia est une peinture à fresque de 453 × 975 cm d'Andrea del Castagno. Datée de  1445-1450 environ, elle est visible au Cenacolo di  Sant'Apollonia à Florence, transformé en  musée et exposant d'autres œuvres peintes.

## Histoire
Dédié à sainte Apolloniale le couvent est   fondé en 1339 par Piero di Ser Mino, pour les moniales camaldules. En 1440, il fut ajouté au monastère voisin dépendant de l'abbaye Santa Maria à Mantignano et  l'abbesse Cecilia Donati obtient la permission au pape Eugène IV pour mener à bien les travaux de modernisation. Le cloître et un réfectoire haut à caissons sont construits.  En raison de la présence des moniales, les peintures sont inaccessibles jusqu'à la suppression des ordres monastiques en 1800.

## Thème
Le thème de l'œuvre est un de ceux de l'iconographie chrétienne : la Cène (terme issu du latin cena : repas du soir) est le nom donné par les chrétiens au dernier repas que Jésus-Christ prit avec les douze apôtres le soir du Jeudi saint, avant la Pâque juive, peu de temps avant son arrestation, la veille de sa Crucifixion (appelée encore Passion par les chrétiens), et l'avant-veille de sa résurrection.
Au-dessus de la Cène, Andrea del Castagno a représenté une Crucifixion entourée de représentations de la Déposition du corps du Christ dans le sépulcre et de sa Résurrection.

## Description
La grande composition s'articule autour d'une grande table en long où sont disposés sur un seul côté et les bords Jésus et ses apôtres, sauf (conformément à la tradition) Judas Iscariote qui se trouve en face de Jésus, assis sur un tabouret et dépourvu d'auréole. 
La perspective à point de fuite central, qui permet d'approfondir la vue de la pièce dans son mur ouest, s'exerce sur le plafond, le pavage, les murs latéraux, le toit de tuiles.

## Analyse
Au-dessus de la scène dans le creux perspectif, des panneaux de marbres chiquetés  sont peints à la manière romaine, le plafond et les côtés sont exagérément fuyants au point que le côté gauche semble décrire 6 panneaux alors qu'un seul apôtre est assis sur le retour du banc de pierre, invalidant la précédente profondeur estimée.
Deux ouvertures apparaissent sur la paroi de droite validant la lumière venant réellement du sud dans le réfectoire et l'ombrage des drapés. 
Les retours latéraux, gauche et droit, du banc de pierre se terminent par des harpies, animal mythologique symbole de mort chez les Romains, accompagnés de vases en bas-relief sur les rebords faisant face.
Au-delà des cloisons latérales, des murs de brique rouge prolongent la scène.
Le blanc de la nappe barre, sans perspective, l'ensemble de la peinture.
Une atmosphère dramatique se dégage du tracé vigoureux et des oppositions de tonalités claires et obscures. Les  panneaux de marbre aux décorations vives et variées y contribuent, en particulier celle située derrière les figures du Christ et de Judas. Les visages et les gestes des apôtres renforcent le dynamisme de la scène.